# Pancalieri
Pancalieri és un comune (municipi) de la ciutat metropolitana de Torí, a la regió italiana del Piemont, situat a uns 30 quilòmetres al sud-oest de Torí. A 1 de gener de 2019 la seva població era de 2.091 habitants.
Pancalieri limita amb els següents municipis: Osasio, Virle Piemonte, Vigone, Lombriasco, Casalgrasso, Villafranca Piemonte, Faule i Polonghera.